# I Spit on Your Grave (série de films)
Pour les articles homonymes, voir I Spit on Your Grave (homonymie).
 Pour plus de détails, voir Fiche technique et Distribution
I Spit on Your Grave est une franchise de cinq films d'horreur américains. 
Chaque opus est construit sur le même schéma : une femme se venge de chacun de ses bourreaux après que plusieurs hommes l'aient violée collectivement et laissée pour morte. Cette franchise s'inscrit dans le sous-genre du cinéma d'horreur appelé rape and revenge.  
Jennifer Hills (interprétée par Camille Keaton et Sarah Butler ) est le seul personnage à apparaître dans tous les films, à l'exception de I Spit on Your Grave 2.

## Films
| Année | Titre français                | Titre original                |
| 1978  | Œil pour œil                  | I Spit on Your Grave          |
| 2010  | I Spit on Your Grave          | I Spit on Your Grave          |
| 2013  | I Spit on Your Grave 2        | I Spit on Your Grave 2        |
| 2015  | I Spit on Your Grave 3        | I Spit on Your Grave 3        |
| 2019  | I Spit on Your Grave: Deja Vu | I Spit on Your Grave: Deja Vu |

### Films originaux

#### Œil pour œil(1978)
Après qu'une jeune écrivaine (Camille Keaton) ait été brutalement violée et laissée pour morte par quatre hommes, elle décide de tous les traquer un par un afin de se venger.

#### I Spit on Your Grave: Deja Vu(2019)
Quarante ans après que Camille Keaton se soit vengée de ses agresseurs, elle fait face à la colère des familles des hommes qu'elle a tués. Elle et sa fille, interprétée par Jamie Bernadette, sont kidnappées et doivent affronter un groupe d'hommes violents dirigé par une matriarche détraquée.

### Remake

#### I Spit on Your Grave(2010)
Jennifer (jouée par Sarah Butler), une écrivaine, loue une cabane isolée à la campagne pour pouvoir travailler sur son dernier roman. Sa paix et sa tranquillité sont brisées par une bande de voyous qui la violent et la torturent avant de la laisser pour morte. Mais elle revient pour se venger et piège ses violeurs un par un.

#### I Spit on Your Grave 2(2013)
Une jeune femme (Jemma Dallender) décide d'exercer une vengeance impitoyable après que trois hommes l'aient violée et torturée.

#### I Spit on Your Grave 3(2015)
Après avoir rejoint un groupe de thérapie pour les victimes de viol, une femme (interprété de nouveau par Sarah Butler) entame une vengeance macabre contre les auteurs des crimes.

## Œuvres dérivées
Le concept du premier film de la franchise a été repris de nombreuses fois au cinéma, y compris au travers des remakes non officiels commeTurkish I Spit on Your Grave, sortie en 1979 et Naked Vengeance, de 1985. Naked Vengeance a lui-même inspiré une suite nommée Savage Vengeance (aussi appelé I Will Dance On Your Grave : Savage Vengeance ) qui mettait à nouveau en vedette Camille Keaton dans le rôle de Jennifer.